# Novočerkassk (1987)
Novočerkassk (BDK-46, ex 142, ex 152, ex 108) byla výsadková loď třídy Projekt 775/II (kód NATO Ropucha) Černomořského loďstva sovětského a ruského námořnictva. Loď pojmenovaná po ruském městě Novočerkassk byla postavena v loděnici Stocznia Polnocna v polském Gdaňsku a spuštěna na vodu v roce 1987.
Loď byla během ruské invaze na Ukrajinu dvakrát napadena. Poprvé byla poškozena v březnu 2022 a znovu v prosinci 2023. Při druhém útoku ukrajinské letectvo na loď vypálilo řízené střely, když se nacházela na námořní základně ve městě Feodosija na Krymu. Zatímco ruští představitelé uvedli, že loď byla mírně poškozena, podle zpráv ukrajinského letectva loď utrpěla rozsáhlé poškození.  Velký rozsah poškození potvrdily satelitní snímky.
Ruská strana přiznala po útoku jednoho mrtvého. Obětí je však zřejmě mnohem více. Podle zprávy telegramového kanálu Astra je dalších 33 námořníků nezvěstných a 23 lidí zraněných.

## Popis
Novočerkassk měl výtlak 4080 t a měřil 112,5 m. Měl dva dieselové motory, které umožňovaly maximální rychlost 17,8 uzlů (33,0 km/h) a dosah 6 000 námořních mil (11 000 km) při 12 uzlů (22 km/h). Loď byla schopna přepravit až 500 tun nákladu a 225 vojáků. Byla vyzbrojena děly a salvovými raketomety.

## Historie
Loď byla v roce 2012 umístěna u Pásma Gazy kvůli možné evakuaci ruských obyvatel Izraele v případě eskalování izraelsko-palestinského konfliktu. Ve Středozemním moři demonstrativně operovala i během ruské intervence v Sýrii (2015, 2020).

### Ukrajinský útok v březnu 2022
V březnu 2022, zhruba měsíc po začátku ruské invaze na Ukrajinu, zakotvil Novočerkassk v přístavu Berďansk na jihu Ukrajiny s řadou dalších ruských válečných lodí. Ukrajinský raketový útok tam 25. března poškodil několik ruských lodí vč. Novočerkassku. V červnu 2022 ruská agentura TASS tvrdila, že Novočerkassk je jednou z 12 lodí v Černém moři, které by mohly zahájit obojživelnou operaci na Ukrajině. Oprava Novočerkassku však nebyla potvrzena a jeho stav zůstal neznámý. Dne 24. srpna 2022 bylo oznámeno, že Novočerkassk a sesterská loď Caesar Kunikov byly mimo provoz kvůli nedostatku náhradních dílů. Nedostatek náhradních dílů byl přisuzován dopadu mezinárodních sankcí uvalených na Rusko.

### Ukrajinský útok v prosinci 2023
Dne 26. prosince 2023 byl Novočerkassk zasažen ukrajinskými řízenými střelami, když se nacházel na námořní základně ve městě Feodosija na Ruskem okupovaném Krymu. Ukrajinské letectvo vydalo prohlášení, že na loď zaútočilo v přesvědčení, že byla použita k přepravě íránských útočných bezpilotních letounů.
Ruští představitelé útok potvrdili. Uvedli, že jeden člověk byl zabit a dva zraněni požárem, přičemž loď označili za poškozenou. Mrtvých je však zřejmě mnohem více, protože v době útoku bylo na palubě 77 námořníků. Ukrajinský prezident Zelenskyj uvedl: „Jsem vděčný našemu letectvu za velkolepé doplnění ruské černomořské ponorkové flotily o další plavidlo.“
Satelitní fotografie pořízené společností Maxar ukázaly rozsáhlé poškození lodi. Byla částečně ponořená a vycházel z ní kouř.